# Frankfurt Motor Show
Frankfurt Motor Show eller IAA (Internationale Automobil-Ausstellung) er Frankfurt am Mains internationale biludstilling.
IAA er en af bilverdenens største messer, hvor bilfabrikanterne præsenterer deres modeller og årets nyheder. Messen afholdes hvert andet år og alternerer med Paris Motor Show.